# Edmund Sharpe
Edmund Sharpe (IPA: /ˈɛdmʌnd ʃˈɑː͡ɹp/), född 31 oktober 1809 i Knutsford, Cheshire, död 8 maj 1877 i Milano, var en brittisk arkitekt, arkitekturhistoriker och järnvägsingenjör. Under sin karriär ritade Sharpe över 40 kyrkor, flera järnvägsbroar och en hel del arkitekturhistoriska böcker och artiklar. 
Sharpe ritade för det mesta kyrkor, men också andra byggnader såsom skolor och bostadshus, och arbetade med utvecklandet av Englands och norra Wales järnvägar och ritade broar och planerade nya linjer. Han var en av pionjärerna inom användandet av terrakotta och använde ofta detta material som byggnadsmaterial i sina kyrkor. 
Sharpe spelade en nyckelroll i främjandet av sanitära reformer och framförde en rapport om Lancasters hygienproblem till den brittiska hälsovårdsstyrelsen.
Sharpe blev även sedermera en erkänd arkitekturhistoriker och publicerade flera böcker och artiklar om arkitekturhistoria. Dessutom publicerade han ett klassificeringssystem för de engelska gotiska stilarna och erhöll 1875 Royal Gold Medal. Mot slutet av livet reste han runt i Europa för att studera och ritade av byggnader i främst Frankrike och England. Under en sådan resa i Italien 1877 började han känna sig sjuk och dog kort därefter.

## Tidigt liv
Sharpe föddes den 31 oktober 1809 i Knutsford i Cheshire i England som det första barnet till Francis och Martha Sharpe (född Whittaker). Hans fader kom från Stamford i Lincolnshire och var en musiklärare och kantor vid Knutsford parish church och hans moder var lärare. Under sin barndom lekte han ofta med Elizabeth Gaskell. Sharpes familj flyttade från "Over Knutsford" till andra sidan av staden, "Nether Knutsford" och köpte en gård som kallades "Heathside". Som liten undervisades han av sina föräldrar, men 1818 började Sharpe gå i en skola i Knutsford. Två år senare bytte han skola till en nära Runcorn och 1821 bytte han ytterligare en gång till Burney's Academy i Greenwich. Sharpes far dog plötsligt, 48 år gammal, i november 1823. Modern flyttade då tillsammans med resten av familjen till Lancaster, där hon fortsatte arbeta som lärare.
Sharpe fortsatte på Burney's Academy men bytte skola 1827 till Sedbergh School (i dåvarande West Riding of Yorkshire, nuvarande Cumbria) där han gick två år. I november 1829 började han på St Johns College i Cambridge. 1832 erhöll han ett resestipendium, Worts Travelling Bachelorship vilket räckte till en tre år lång studieresa. Sharpe avlade filosofie kandidatexamen 1833 och masterexamen 1836. Under studieresan reste Sharpe till Tyskland, Belgien och södra Frankrike för att studera både romansk och gotisk arkitektur. Sharpe hade tänkt åka längre på resan, till norra Frankrike, men fick åka hem då han upplevde fatigue och kände sig sjuk. När Sharpe 1835 kom hem till Lancaster, hade han bestämt sig för att bli arkitekt.

## Arkitektur

### Praktik
Sharpe praktiserade från början i sin moders hus i Lancaster, men köpte en lokal 1838 på Sun Street för att fortsätta där. I oktober samma år blev den då 15-årige Edward Graham Paley Sharpes första elev. Senare samma år köpte Sharpe ett hus som var tillräckligt stort för både honom och Paley. 1841 fick Sharpe ytterligare en elev, Thomas Austin, som var elev åt Sharpe till 1852, då han etablerade en egen arkitektbyrå i Newcastle upon Tyne. 1845 blev Paley Sharpes affärspartner, och 1847 började Paley själv ta hand om företaget. Inte långt därefter blev John Douglas Paleys assistent, och var anställd i firman till omkring 1859, då han flyttade till Chester för att själv börja praktisera. Sharpe slutade praktisera helt år 1851. Samma år gifte sig Paley med Sharpes syster Frances.

### Kyrkor

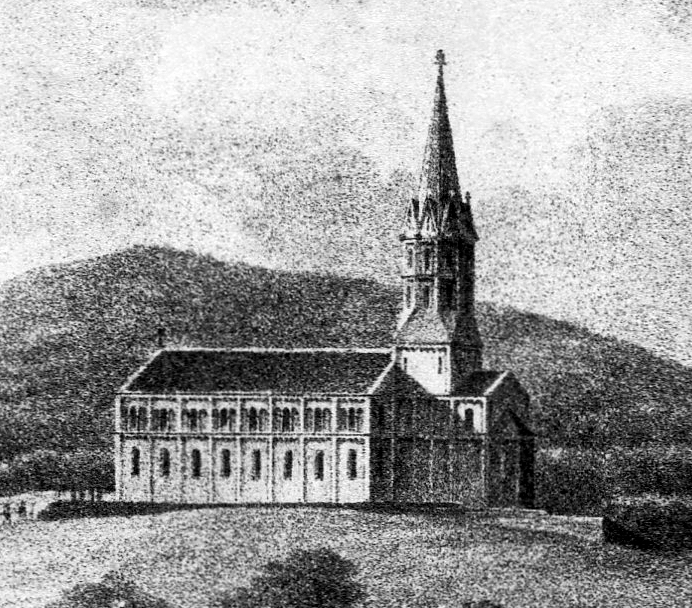
St Mark's Church i Witton, en av de tidigast ritade kyrkorna av Sharpe.

I ett brev från december 1835 till William Whewell berättar Sharpe om att han börjat rita olika kyrkor, St Mark's Church väster om Blackburn, som nästan var färdigritad, och St Saviour's Church söder om Preston. Enligt brevet hade Sharpe också varit i kontakt med den dåvarande Greven av Derby om att rita en kyrka till hans ära i Knowsley, nordost om Liverpool.
Fyra av Sharpes tidigast ritade kyrkor, St Saviours Church i Lancaster, St Mark's Church i Witton, Christ Church i Chatburn och St Paul's Church i Farington nära Leyland var i romansk stil. Sharpe byggde endast tre kyrkor i romansk stil, ett kapell utanför Marthall nära Knutsford, St Mary's Church i Wharfedale och St Paul's Church i södra Lancaster, efter detta.

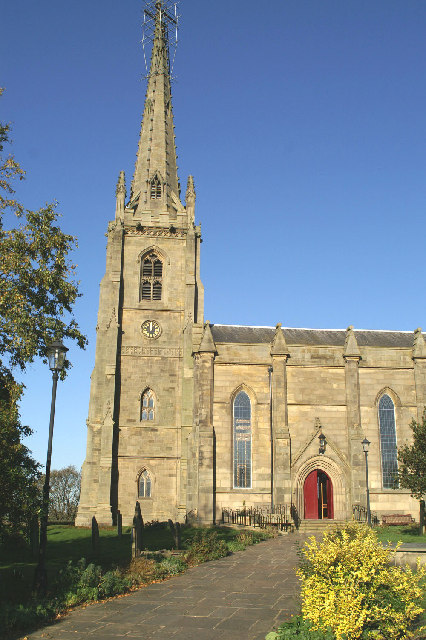
St Michael's Church i Kirkham.

1838 började Sharpe rita kyrkor i gotisk stil, och den första kyrkan han ritade i den stilen var St John the Evangelist's Church i Cowgill, Dent, tätt följd av Holy Trinity Church i Howgill som i sin tur senare följdes av mängder av kyrkor i gotisk stil, ritade av Sharpe. Han bestämde sig senare för att rita kyrkor i senare gotiska stilar och ritade St Peter's Church i Stainforth, St John the Baptist's Church i Bretherton och St Peter's Church i Mawdesley.
Sharpe var en av de arkitekterna som ritade kyrkor för Church Building Commission, en kommission som såg till att bygga kyrkor på platser som ännu inte hade någon. Han ritade totalt sex kyrkor till kommissionen, St John's Church i Dukinfield, St George's Church i Stalybridge, St John the Baptist's Church i Bretherton, St Paul's Church i Farington, St Catharine's Church i Scholes och Holy Trinity Church i Blackburn. Han hjälpte senare till att rita St Bridget's Church i Beckermet, Cumberland.
Sharpe fortsatte rita kyrkor i gotisk stil, och ritade ofta i de äldre gotiska stilarna, såsom Holy Trinity Church i Blackburn som ritades till Revd JW Whittakers ära. Ungefär vid samma tidpunkt var Sharpe involverad i ritandet av tolv andra kyrkor i nordvästra England. Dessa var ritade i dåtidens "korrekta" gotiska stil, och var inte ritad som en blandning av gotiska stilar, som Sharpe ibland gjorde. 1841 skrev han under ett kontrakt om att rita tre kyrkor med tillhörande byggnader, såsom prästgårdar och skolor. De tre kyrkorna byggdes i Runcorn, Northwich och Winsford, alla tre i Cheshire. Kyrkorna med tillhörande byggnader byggdes mellan 1841 och 1844. Mellan 1835 och 1842 ritade Sharpe nästan 30 kyrkor, alla i Lancashire och Cheshire. 1843 kunde han fullfölja sitt löfte att bygga en kyrka till Greven av Derbys ära. Slutresultatet blev St Mary's Church beläget i Knowsley, som byggdes färdigt 1844.

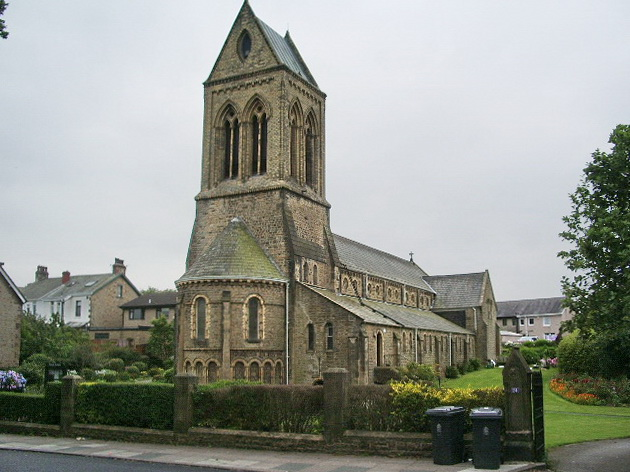
St Paul's Church i Scotforth, den sista ritade kyrkan av Sharpe.

I början av 1840-talet fick Sharpe order av John Fletcher, hans framtida svåger, att bygga en kyrka nära Fletchers bostad i Little Bolton. Sharpe ritade en kyrka i terrakotta och det blev den första kyrkan i England som byggdes i materialet. Kyrkan fick namnet St Stephen and All Marty's Church och var belägen i Lever Bridge. Eftersom terrakotta vanligtvis används till att göra krukor, brukade Sharpe kalla sina terrakottakyrkor för "krukkyrkorna". Fördelen med att använda terrakottan som byggmaterial var att den var billig, för dess stabilitet och för att terrakottan kunde smältas ner och sedan formas till nästan vilken form som helst. Detta gjorde terrakottan perfekt som byggmaterial till väggar, torn och för olika detaljer till pelare. Detta inkluderar altaret, predikstolen och dopfunten. St Stephen and All Marty's Church var nästan uteslutande byggd i terrakotta. Grunden och stenfyllnaden var dock av annat material. Några år senare ritade Sharpe sin andra kyrka i terrakotta, Holy Trinity Platt Church i Rusholm, byggd på order av Thomas Carill-Worsley. I denna kyrka var endast exteriören av terrakotta, medan insidan var av packat tegel. Kyrkan invigdes 1846, trots att spiran inte ens hade börjat byggts och att varken golvläggningen, uppvärmningen eller sittplatserna var färdiga.
Mot slutet av hans liv ritade Sharpe en till kyrka delvis bestående av terrakotta, St Paul's Church i Scotforth. Kyrkan ritades i romansk stil och använde denna gång terrakottan som både ett byggnadsmaterial och ett dekorativt material. Väggarna var dock byggda av sten. Vid tidpunkten bodde han i Scotforth, och kyrkan byggdes endast några hundra meter från hans bostad.

### Andra byggnader

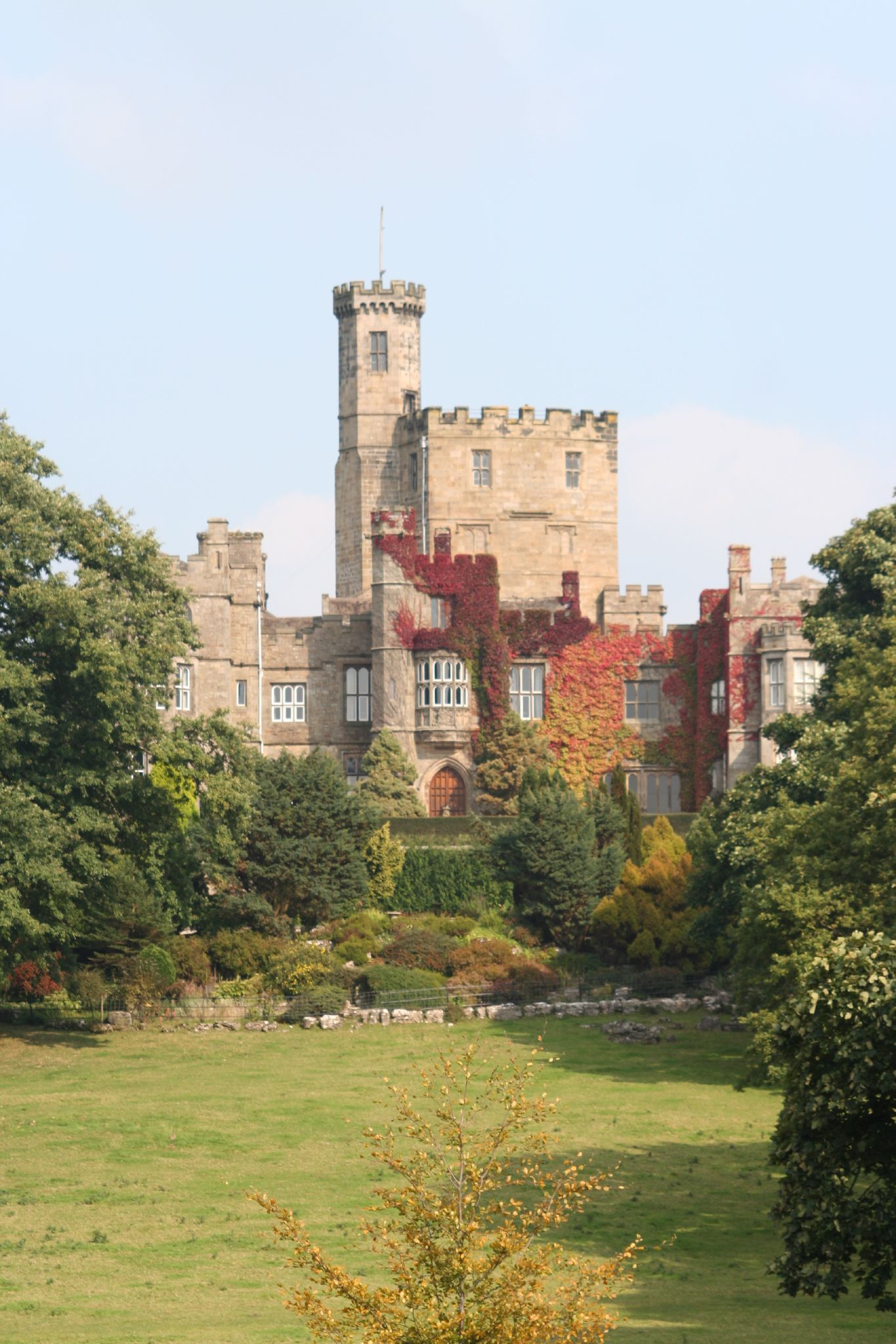
Hornby Castle, ombyggt av Sharpe.

Under sin tid som arkitekt arbetade Sharpe även med att rita, restaurera och bygga om icke-ecklesiastiska byggnader, exempelvis hus och broar. 1839 skötte han reparationen av Skerton Bridge som går över River Lune i Lancaster. Året därpå ritade han en bro som skulle gå över River Hyndburn öster om Wray. Sharpe har även varit utnämnd som ledare för projekt och ombyggnationer i bland annat Lancaster Castle, Judges' Lodgings och Lancaster Moor Hospital. För asylen i Lancaster ritade han bland annat flyglar och ett kapell. 1843 ritade Sharpe en prästgård i Cockermouth, och följande år påbörjade han en ombyggnation av Capernwray Hall, en byggnad nordöst om Lancaster. 1845 ritade han om Redmarshall Old Rectory, en prästgård i Redmarshall i Durham, på order av Revd Thomas Austin, Sharpes elevs fader. Efter det påbörjade samarbetet mellan Sharpe och Paley 1845 ritade de tillsammans Lee Bridge i Over Wyresdale år 1847. Samma år planerade de ombyggnationen av Furness Abbey Hotel och 1847-1852 var de involverade i ombyggnationen av Hornby Castle. Paley och Sharpe hade sedan planer på att rita en till byggnad till Giggleswick School och fler lokaler till Lancaster Grammar School innan Sharpe ska ha velat dra sig tillbaka från projektet. Därför är det antagligen Paley som gjort de flesta av ritningarna till lokalerna.

## Karriär som arkitekturhistoriker

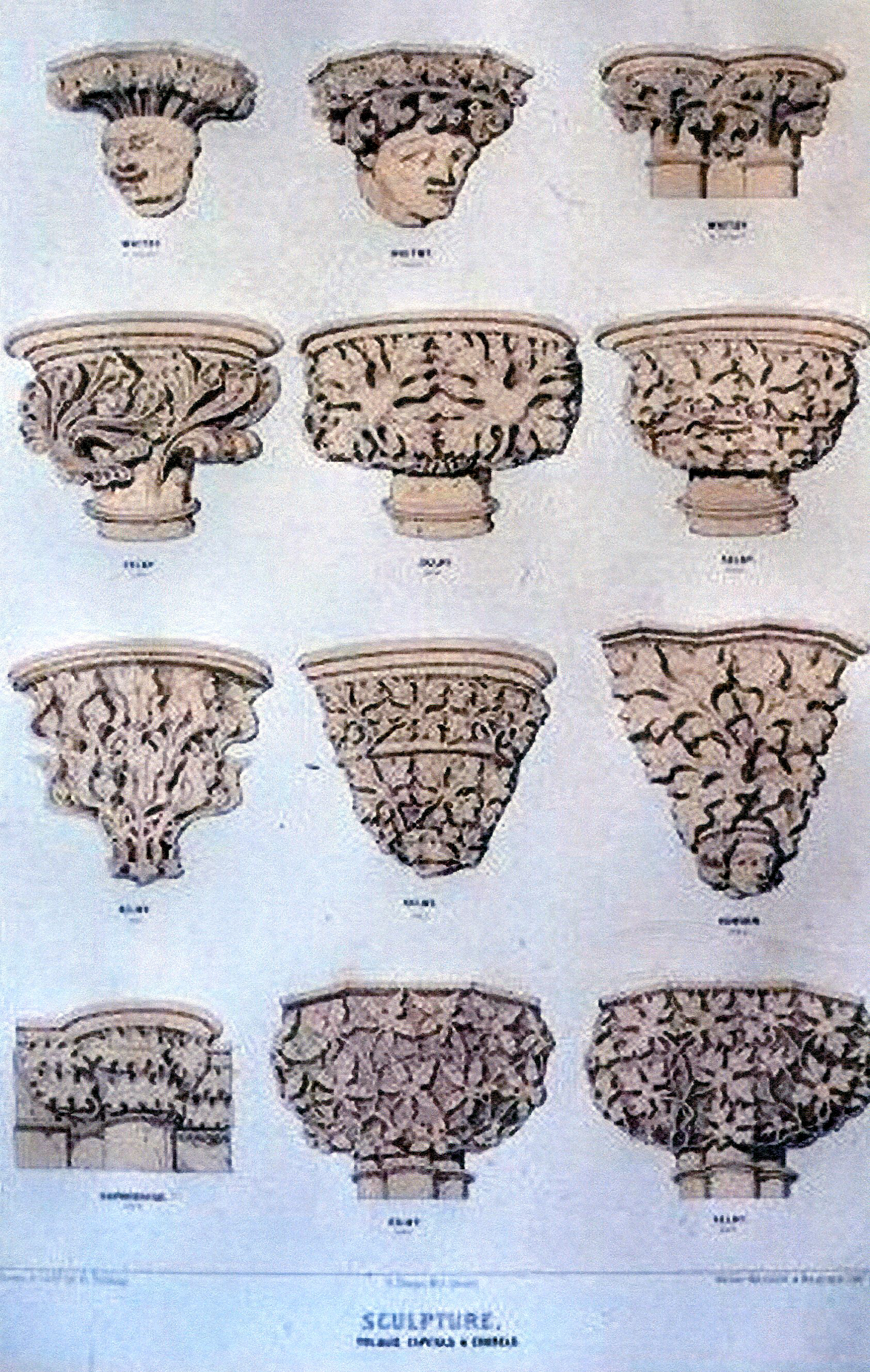
En sida från Architectural Parallels.

Sharpe studerade och skrev om eckleasiastisk arkitektur nästan hela hans vuxna liv, gjorde skisser och mätte upp historiska kyrkor och kyrkoruiner. Detta ledde till en serie i tolv delar av publicerade skisser och avbildningar mellan 1845 och 1847 med namnet Architectural Parallels. Skisserna var bland annat avbildningar av klosterkyrkor i en äldre gotisk stil. Alla skisserna publicerades i en samling 1848. Sharpe ville senare göra en utökad upplaga med text, men tog aldrig initiativet. Samma år publicerades Supplement to Architectural Parallels, med mer detaljerade skisser. Året därpå publicerade Sharpe den andra volymen i Decorated Windows, ett verk bestående av två volymer, det första publicerade 1845, det andra 1849. Boken bestod till stor del av skisser gjorda av Sharpes elever, Paley, Austin och R. J. Withers, medan Sharpe hade skrivit texten som beskrev och analyserade spröjsverk i gotisk stil.
1851 publicerade Sharpe en monografi med titeln The Seven Periods of English Architecture, en relativt kort bok på runt 50 sidor, som innehöll ett nytt system för klassificeringen av stilarna i engelsk eckleasiastisk arkitektur. Meningen med systemet i monografin var att ersätta dåtidens system, framställt av Thomas Rickman 1817. Efter att Sharpe publicerat monografin skrev han ett brev till Royal Institute of British Architects i vilket han berättade om sitt system. Monografin och brevet ledde till "en hetsig kontrovers". Många tyckte Sharpes system var bra, men nästan lika många gillade Rickmans system bättre. Detta ledde till en diskussion, som publicerades i en serie artiklar till The Builder. Samma år skrev Sharpe en till bok, An Essay on the Origin and Development of Window Tracery in England. Edward Augustus Freeman skrev dock ett mycket längre verk om samma ämne, och hans bok blev betydligt mer känd.
1869 blev Sharpe medlem i Architectural Association innan han mellan 1870 och 1875 organiserade expeditioner där han skulle resa runt och rita av byggnader in olika områden. Det första året, 1870, reste han till Lincoln, Sleaford och Spalding. 1871 bar det av till Ely, Lynn och Boston innan han följande år reste till Stamford, Oundle, Wellingborough och Northampton. 1873 reste han till Grantham, Newark, Southwell, Ashbourne och Lichfield. De sista två åren på expeditionerna reste Sharpe runt i Frankrike. 1874 i de norra delarna av landet och kommuner runt Paris som Soissons, Laon, Rheims och Chartres innan han följande år reste till Charente i sydvästra Frankrike där han bland annat besökte Angoulême. 1876 höll Sharpe en föreläsning om expeditionerna i London, där han bland annat jämförde arkitekturen i regionerna han varit i med den bysantinska arkitekturen. Sharpe önskade att vetskapen om hans expeditioner skulle leva vidare, och efter hans död 1877 publicerade Architecture Association 1882 Charente: In memory of Edmund Sharpe, 1875.

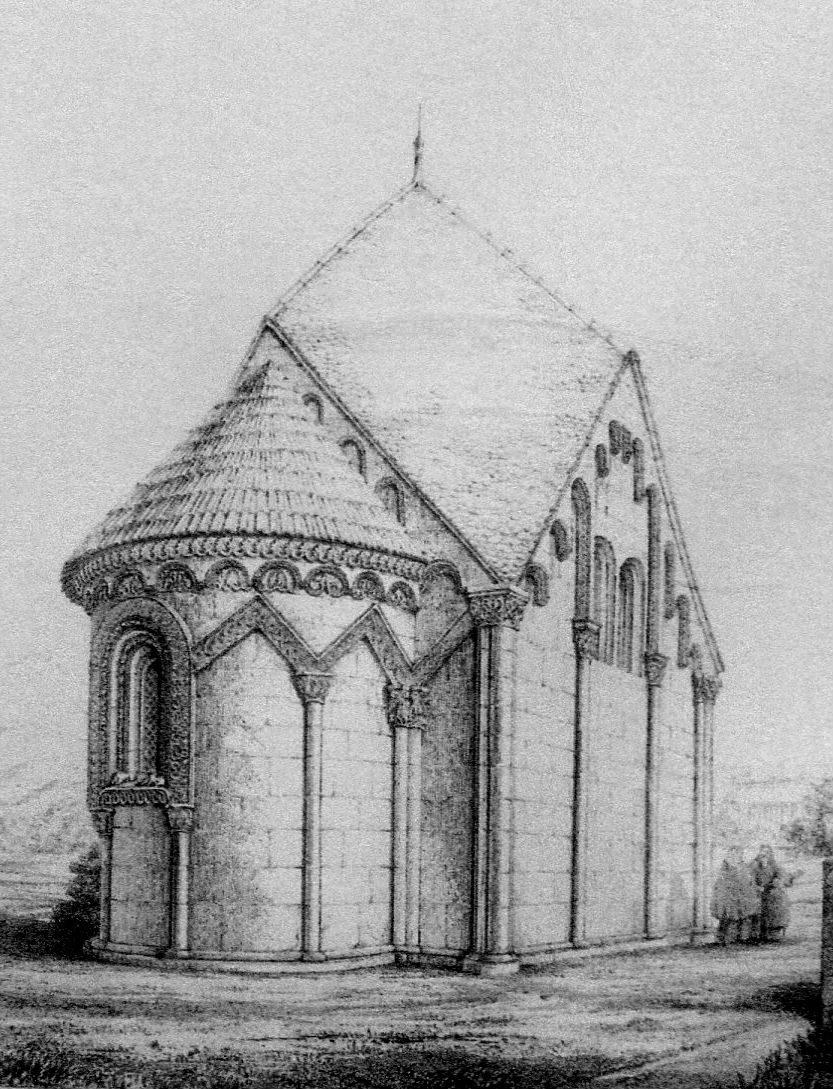
Sharpes skiss av St Walderics kapell, Murrhardt, Tyskland.

Sharpe blev medlem av Royal Institute of British Architects 1848, och erhöll 1875 institutets Royal Gold Medal. Medaljen överräcktes av Sir George Gilbert Scott.
Utöver de redan nämnda böckerna skrev Sharpe The Architectural History of St Mary's Church, New Shoreham 1861, An Account of the Churches visited during the Lincoln Excursion of the Architectural Association 1871, The Mouldings of the Six Periods of British Architecture from the Conquest to the Reformation från 1871 till 1874, The Ornamentation of the Transitional Period of British Architecture AD 1145–90 1871, The Ornamentation of the Transitional Period in Central Germany 1877 och The Churches of the Nene Valley, Northamptonshire som publicerades postumt 1880. Andra verk av Sharpe publicerades ofta i The Builder eller The Architect. Då och då skrev han artiklar eller uppsatser till Architectural Association och Royal Institute of British Architects. Bland mycket annat argumenterade han ofta för att minska användandet av färg dekorationen av kyrkor, för målningar på väggarna och för målat glas. Sharpe var kritisk till restaurationen av medeltida kyrkor, vilket många arkitekter gjorde under Sharpes karriär och var speciellt kritisk mot borttagandet av kalkfärg från interiören i kyrkorna och den skada det gjorde på väggarna. Sharpe publicerade The Architecture of the Cistercians 1875, en bok som i detalj beskrev arkitekturen av cistercienmunkarnas kloster byggda på 11- och 1200-talet i Storbritannien och Europa. De flesta av dessa kloster hade han själv besökt. Dessutom deltog han i många konferenser Royal Archaeological Institute och var vice ordförande för British Archaeological Association.

## Karriär som järnvägsingenjör

### I England

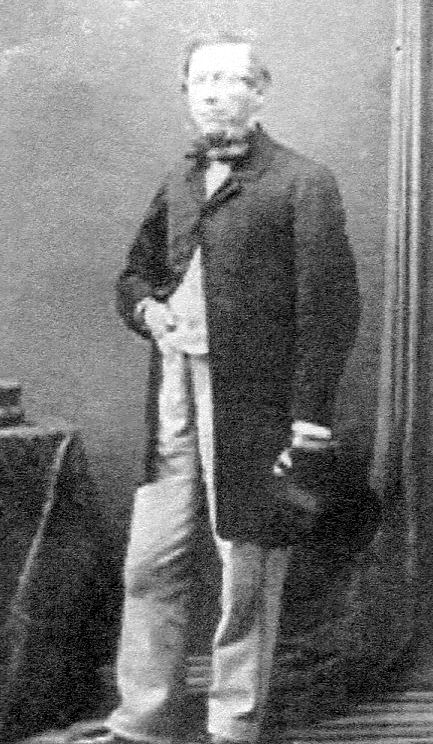
Sharpe 1845, sekreterare i företagetv "Little" North Western Railway

Under tiden Sharpe ritade kyrkor, behövde han öka sin inkomst. Detta gjorde han genom att bli underentreprenör i byggandet av järnvägar. Detta var linjerna mellan Preston, Lancaster och Skipton samt mellan Liverpool och Southport. Det första projektet han blev involverad i var byggandet av Lancaster and Preston Junction Railway år 1838, två år efter att Joseph Locke utsågs till ingenjör för bygget. Sharpe ansvarade för murningen på den norra delen av linjen. 
Sharpes nästkommande järnvägsprojekt var 1845, när han främjade bygget av en linje mellan Lancaster och Skipton för en förbindelse med Midland Railway i West Riding of Yorkshire. Företaget "Little" North Western Railway ("L"NWR) etablerades med målet att skapa spårförgreningar till Lancaster and Carlisle Railway  (som var i full gång att konstrueras på den tiden).
Handeln var inte lika aktiv kring Port of Lancaster längre, och detta gjorde att River Lune slammade igen, vilket gjorde att det blev svårare att transportera varor och liknande. I maj 1842 utnämndes Sharpe till hamnkommissionär och han presenterade Morecambe Bay Harbour Project. Projektet gick ut på att bygga en ny hamn i Poulton-le-Sands och bygga förbindelser till Lancaster via en kanal. Detta skulle leda till bättre förbindelser längs och vid River Lune. Efter flera diskussioner nekades planerna till en kanal eftersom det var för dyrt, och förbindelsen från Poulton-le-Sands till Lancaster skulle i sådana fall gå via järnväg. Etablerandet av företaget Morecambe Harbour and Railway Company godkändes av det brittiska kungahuset i juli 1846. Företaget hade planen att bygga förbindelser med Green Ayre-stationen i norra Lancaster. En klausul i kungahusets godkännande gjorde dock att Morecambe Harbour and Railway Company såldes till "L"NWR i oktober 1846. Vid den tidpunkten var Sharpe sekreterare i "L"NWR. År 1847 lade Sharpe grundstenen till det som skulle bli North Western Hotel (nuvarande Midland Hotel) som han (eller troligen Paley) hade ritat. I april samma år sade Sharpe upp sig som sekreterare för "L"NWR för att istället börja planera en linje från Morecambe Bay till Wennington i nordöstra Lancaster. Sharpe lämnade ett anbud på 100 000 pund (år 2023 11 540 000 pund). Anbudet accepterades. I juni 1848 öppnades linjen från Lancaster till Morecambe och i oktober 1849 hade linjen mellan Lancaster och Wennington byggts färdigt. I september samma år hade Sharpe sagt upp sig som direktör för "L"NWR för att istället bli trafikledare men fick senare i uppdrag att framställa och leverera rullande material, något han inte hade någon erfarenhet av. I februari 1851 fick "L"NWR det svårt, kostnaderna blev högre än vad som var förväntat och i december samma år fick Sharpe veta att han på grund av nerskärningar skulle bli sparkad kommande månad.
Efter att Sharpe sparkats började han arbeta på Liverpool, Crosby and Southport Railway (LCSR) som sekreterare. När Lancashire and Yorkshire Railway 1854 slutade leverera rullande material till LCSR började Sharpe producera lokomotiv och vagnar. Samma år föreslog Sharpe att en förbindelse mellan Bootle till North Docks skulle byggas. Byggandet började i mars 1855 men slutfördes aldrig.

### I Wales

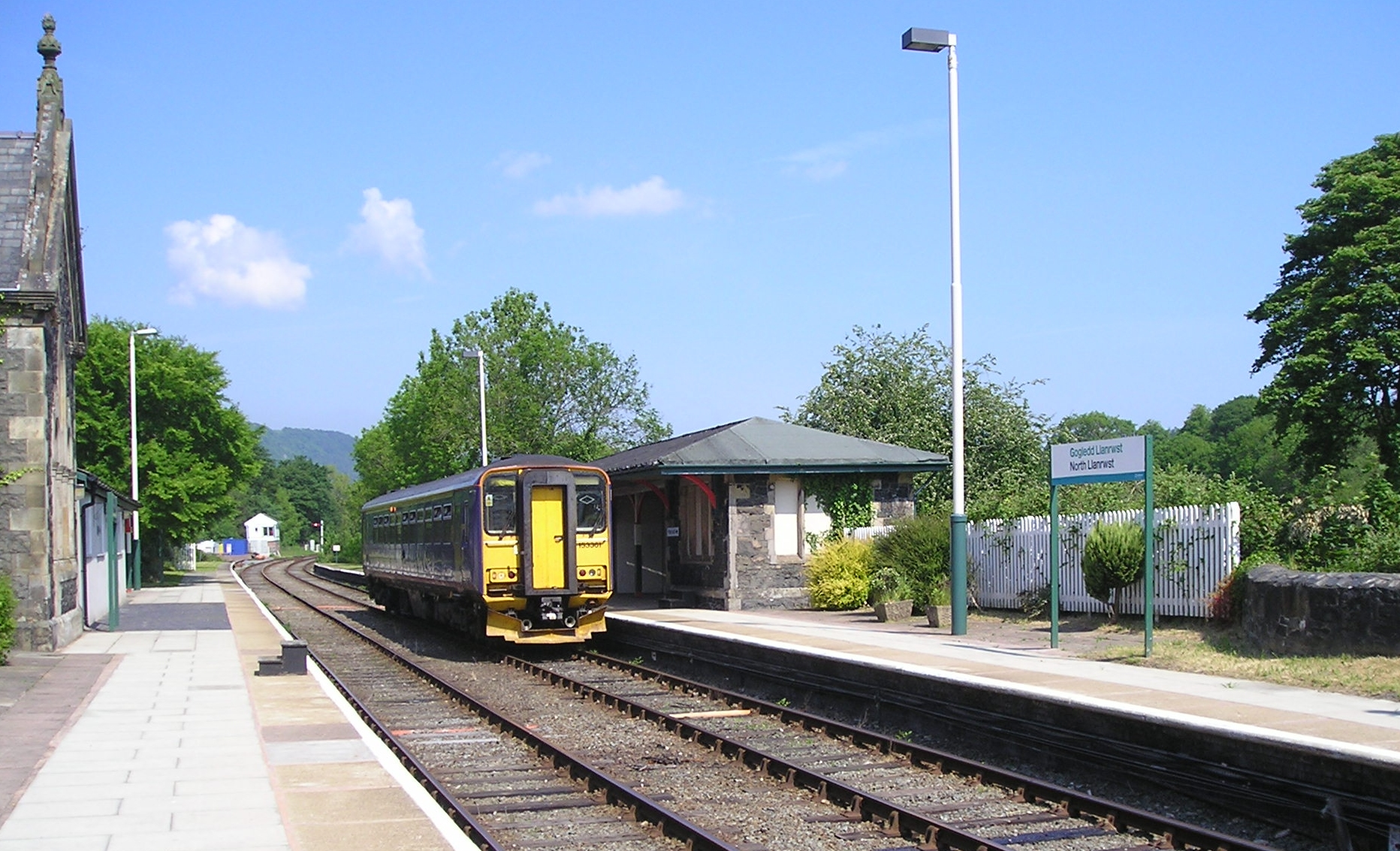
North Llanrwst railway station på Conwy Valley Line 2006

1856 flyttade Sharpe tillsammans med sin familj till Llanrwst i norra Wales eftersom han ville bygga en järnvägslinje längs Conwy Valley. Prospektet till en linje mellan Conwy och Llanwrst publicerades 1858, med Sharpe som utnämnd ingenjör för bygget. Tanken var att linjen skulle gå från North Wales Main Line till Betws-y-Coed och passera genom Llanwrst. Linjen skulle vara 24 kilometer lång. Olika diskussioner om linjen gjorde att den byggdes på den östra istället för den västra sidan om Conwy Valley och att den kortades av, från Conwy till Llanwrst. Byggandet påbörjades den 27 augusti 1860 och linjen öppnade den 17 juni 1863. Linjen utökades till den först planerade slutstationen, Betws-y-Coed 1868, men då hade Sharpe och hans familj flyttat till Genéve.

### Övriga världen
1860 hade engelsmannen Charles Burn konstruerat hästdragna spårvagnar, som gick från Genéve till Carouge, en sträcka på ungefär sex kilometer. Spårvagnarna blev populära transportmedel, och Burn bestämde sig för att bygga fler linjer. Sharpe blev hans partner 1863, men kort därefter upplöstes samarbetet och Sharpe fortsatte på projektet ensam. I mars 1864 började en linje mellan Genéve och Chêne-Bougeries byggas, en sträcka på ungefär en mil. Denna linje var Sharpes enda byggprojekt i Schweiz.
I augusti 1863 fick Sharpe tillstånd att bygga en järnvägslinje i södra Frankrike, från Perpignan till Prades i Pyrenéerna, en sträcka på 42 kilometer. Byggandet påbörjades 1865, men gick väldigt långsamt på grund av finansiella problem och markägare som ville stoppa bygget. Sharpe skötte projektet från Paris, via förmedlare. Han blev stressad av att bygget gick så långsamt, vilket slet på hans hälsa, så 1865 reste han till Italien för att återhämta sig. Även när han kom tillbaka fortsatte problemen, och 1867 stoppade han bygget. Linjen byggdes vidare av staten, och slutfördes inte förrän 1877. Det är mycket möjligt att Sharpe köpte egendomar, järngruvor och liknande under bygget.

## Sanitära reformer

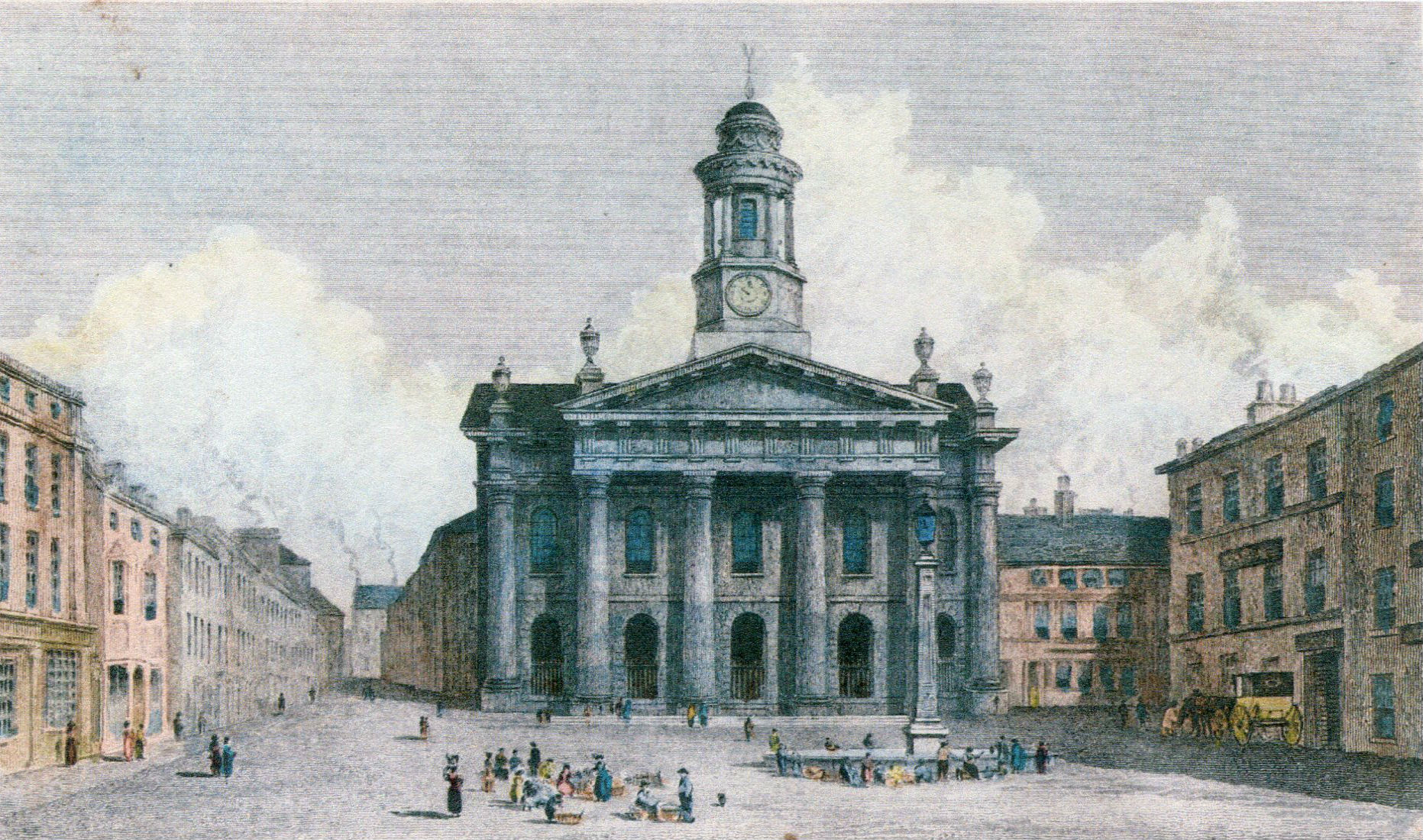
Lancaster Town Hall år 1828

Sharpe spelade en av nyckelrollerna i 1800-talets främjande till sanitära reformer i Lancaster. 1847 initierade Thomas Howitt och Edward Denis de Vitre en kampanj med syfte att bättra på dåtidens kvalitet på hygienen. Sharpe gick med i kampanjen vilket även Robert Rawlinson gjorde. Den sistnämnda skrev en redogörelse i vilken han skrev om problemen med för få avloppsrör, kloakledningar och vattenverk. Sharpe var inte helt nöjd med argumenten, men reste till London för att förklara hygienproblemen i Lancaster för General Board of Health. Senare började vattenverk byggas, och trots problem under byggandet kunde de öppnas 1855. Under samma period byggdes fler kloakledningar och avloppsrör.

## Privatliv

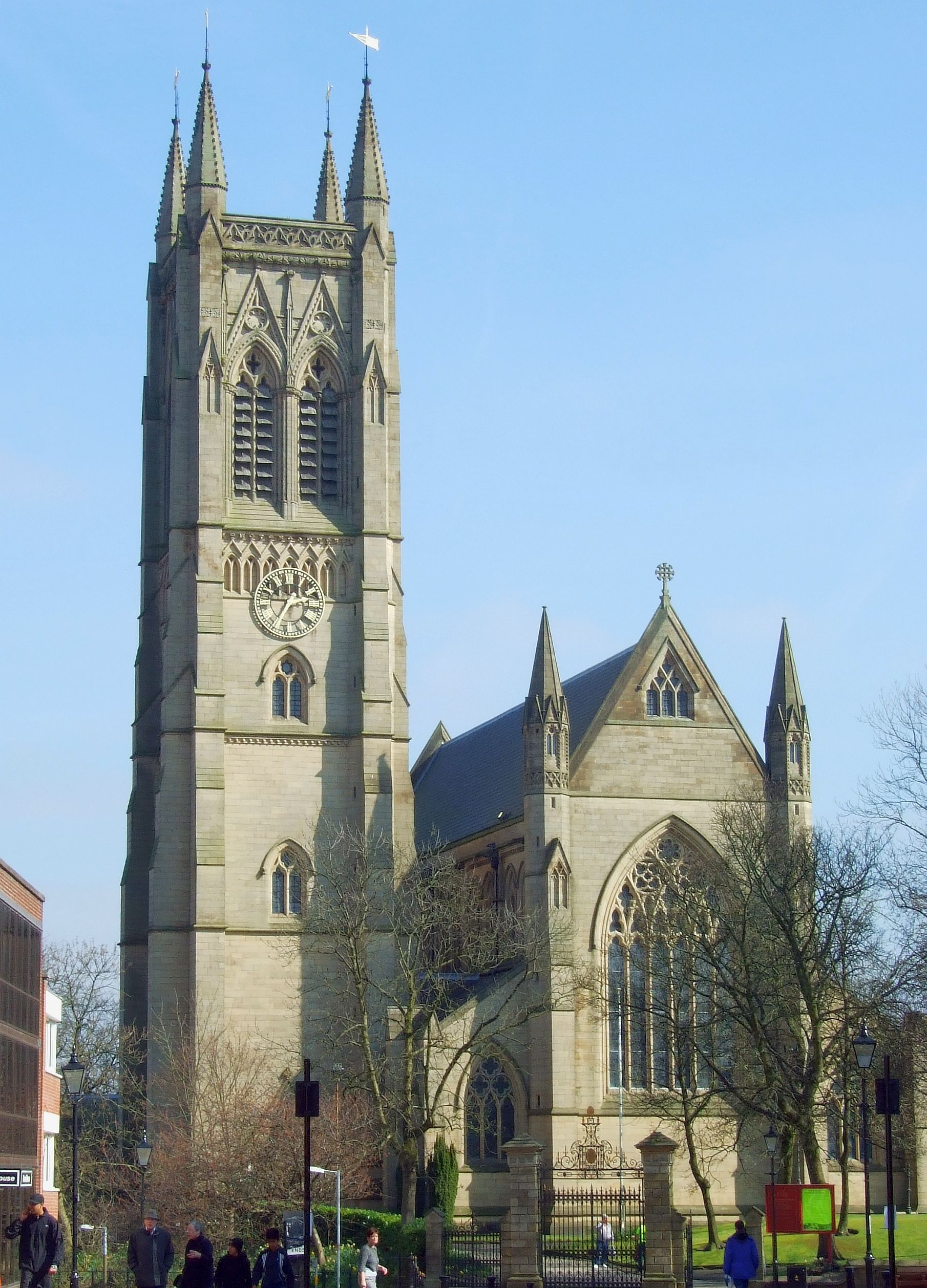
Bolton Parish Church.

Den 27 juli 1843 gifte sig Sharpe med Elizabeth Fletcher, syster till John Fletcher, i St Peter's Church i Bolton. Paret fick fem barn, Francis, född 1845, Edmund junior (ofta kallad Ted), född 1847, Emily, född 1849, Catherine, född 1850 och Alfred, född 1853.
Vid 47 års ålder flyttade Sharpe tillsammans med sin familj från Lancaster till Wales. De sju år han spenderade där var "förmodligen de lyckligaste åren av hans liv". Sharpe och hans familj bodde under tiden i Wales i Betsw-y-Coed men köpte senare ett hus någon mil söder om orten. Efter detta flyttade familjen till Genéve, där de bodde i ungefär tre år innan de flyttade tillbaka till Lancaster.
Sharpes fru Elizabeth Sharpe dog den 15 mars 1876, en månad efter att St Paul's Church i Scotforth, som Sharpe ritade, invigdes. Idag finns ett minnesmärke till hennes ära i kyrkan. Ett år senare reste Sharpe, tillsammans med sin yngsta son Alfred och tre forskningsassistenter, för att rita av kyrkor från 1100-talet i landet. Under resan blev han sjuk och dog den 8 maj 1877 i Milano. Kroppen fördes till Lancaster, och Sharpe begravdes bredvid sin fru. Ett minnesmärke fördes upp till hans ära, bredvid sin frus märke.

## Intressen
Förutom att rita byggnader hade Sharpe ett stort intresse för sport. Han var medlem i Lady Margaret Boat Club, där han styrde båtar. Medan han bodde i Lancaster gillade han bågskytte och anslöt sig till John O'Gaunt Bowmen. Dessutom spelade han kricket och rodde. I juni 1841 var han en av grundarna till Lancaster Lunesdale Cricket Club och Lancaster Rowing Club. Sharpe var också en erkänd musiker, som var medlem i kommittén som organiserade Lancaster Choral Societys första uppträdande i september 1836. Lancaster Choral Society var aktiva under några år, och vid flera tillfällen var Sharpe deras dirigent. I början av 1837 blev han medlem av Lancaster Literary, Scientific, and Natural History Society, höll då och då tal, och blev senare styrelsemedlem. Samma år blev han sekreterare och kassör för Lancaster Institution for the Encouragement of the Fine Arts, och i april 1840 blev han medlem av Lancaster's Protestant Association. Under hela sitt liv fortsatte Sharpe att visa intresse för musik, sjöng i körer, komponerade psalmer och producerade musikinstrument.
1843 köpte Sharpe Lancaster's Theatre Royal (numera Grand Theather. Han spenderade 680 pund (80 000 pund 2023) för att bygga om teatern till ett musikmuseum. Det var den dåvarande enda byggnaden förutom kyrkor som rymde fler än 400 personer, så museet användes till allt möjligt, som konserter och föreläsningar. 1852 blev Sharpe ägare till Phoenix Foundry, som producerade gjutjärnsrör till vattenverken i Lancaster, samt ammunition till Krimkriget.